# Giuseppe Casucci

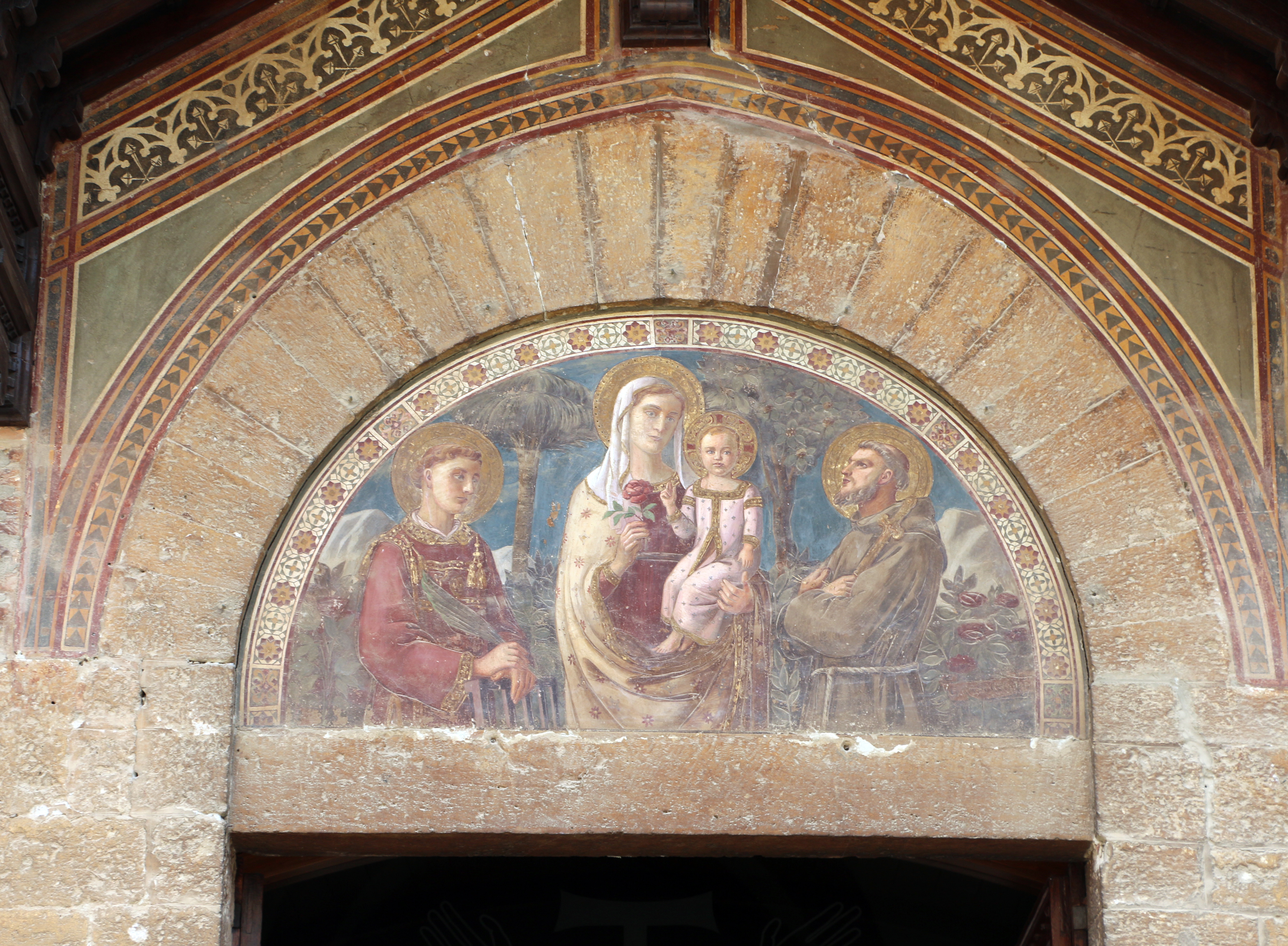
Lunetta in San Francesco, Grosseto

Giuseppe Casucci (Roccastrada, 21 dicembre 1877 – Mendoza, 1964) è stato un pittore italiano.

## Biografia
Si formò all'Accademia di Belle Arti di Siena con maestri quali Alessandro Franchi e Gaetano Marinelli.
Si dedicò a varie tecniche e generi. Come frescante eseguì diverse opere religiose in stile purista per varie chiese del territorio senese e grossetano (lunetta per la facciata dalla chiesa di San Francesco a Grosseto; il Redentore nella chiesa di Sassofortino; una cappella dedicata a santa Caterina da Siena).
A olio eseguì numerosi ritratti e scene di genere. Con lo scoppiare della seconda guerra mondiale si trasferì in Argentina, dove abitò fino alla morte.